# Mino Doro
Erminio Napoleone Gioanni "Mino" Doro, född 6 maj 1903 i Venedig, Veneto, död 13 april 1992 i Marino, Lazio, var en italiensk skådespelare.

## Roller i urval
- 1946 – Banditen
- 1955 – Un eroe dei nostri tempi
- 1956 – Krig och fred
- 1959 – Ben-Hur
- 1960 – Det ljuva livet
- 1960 – Vägen tillbaka
- 1961 – Una vita difficile
- 1963 – 8 ½
- 1965 – Fantomas slår till igen
- 1967 – Diamanter från Beirut
- 1967 – Kaparkaptenen Peyrol